# Думанюк Артур Романович
Артур Романович Думанюк (нар. 15 листопада 1996, Борщів, Тернопільська область, Україна) — український футболіст, захисник клубу ЮКСА.

## Клубна кар'єра
Народився в місті Борщів, Тернопільська область. Футболом розпочав займатися у львівських «Карпатах», у футболці яких у сезоні 2009/10 років виступав у ДЮФЛУ. З 2010 по 2014 рік виступав за дніпроповський ДВУФК у ДЮФЛУ. Дорослу футбольну кар'єру розпочав 2014 року в чемпіонаті Тернопільської області за «Борщів». Наступного року грав за КАМ (с. Бурдяківці) в обласній першості, в якій допоміг команді завоювати бронзові нагороди змагання.
У 2016 році перейшов до «Агробізнеса», який виступав в аматорському чемпіонаті України. На професіональному рівні дебютував за волочиську команду 9 липня 2017 року в переможному (5:3 в серії післяматчевих пенальті) виїзному поєдинку 1-го попереднього раунду кубку України проти «Тернополя». Артур вийшов на поле в стартовому складі та відіграв увесь матч. У Другій лізі України дебютував 14 липня 2017 року в переможному (5:2) виїзному поєдинку 1-го туру групи «А» проти франківського «Прикарпаття». Думанюк вийшов на поле в стартовому складі та відіграв увесь матч. Дебютним голом у професійному футболі відзначився 20 вересня 2017 року на 118-ій хвилині переможного (2:1) домашнього поєдинку третього кваліфікаційного раунду кубку України проти рівненського «Вереса». Артур вийшов на поле на 80-ій хвилині, замінивши Андрія Кухарука. У сезоні 2017/18 років допоміг команді стати переможцем Другої ліги. У Першій лізі України дебютував 22 липня 2018 року в програному (0:2) виїзному поєдинку 1-го туру проти харківського «Металіста 1925». Думанюк вийшов на поле в стартовому складі та відіграв увесь матч. Дебютним голом у Першій лізі відзначився 27 жовтня 2018 року на 77-ій хвилині переможному (5:0) домашньому поєдинку 15-го туру проти кропивницької «Зірки». Артур вийшов на поле в стартовому складі та відіграв увесь матч.

## Кар'єра в збірній
У 2015 році виступав за збірну Тернопільської області з футболу.

## Особисте життя
Батько, Роман Йосипович Думанюк, також займався футболом, але грав лише на аматорському рівні.

## Досягнення
«Агробізнес» (Волочиськ)
- Друга ліга України
  -  Чемпіон (1): 2017/18

- Чемпіонат України серед аматорів
  -  Чемпіон (1): 2016/17
  -  Срібний призер (1): 2016

- Чемпіонат Хмельницької області
  -  Чемпіон (1): 2016